# 智利顳孔鱈
智利顳孔鱈，為輻鰭魚綱鱈形目鼠尾鱈科的其中一種。

## 分布
本魚僅分布於東南太平洋的加拉巴哥群島及智利。

## 深度
水深580至960公尺。

## 特徵
本魚頭部布滿特化之棘鱗，吻部尖而長，口中大，下位，頦部有一甚微小之鬚。齒細小呈顆粒狀，鰓蓋骨上方有一甚明顯之顳後孔，二背鰭間距窄，只有一小間隙，第二背鰭較臀鰭高。魚體之背側及腹側中線各有一列特化的尖銳強棘鱗，其它部分則被弱小的櫛鱗。體為淺棕色，無任何斑紋，體長可達46公分以上，屬於大型鼠尾鱈。

## 生態
屬深海底棲性魚類，以糠蝦、小型魚類及頭足類為食。

## 經濟利用
無經濟價值，為相當罕見之品種。